# Пульниця
Пульниця (рос. Пульница) — присілок у Волховському районі Ленінградської області Російської Федерації.
Населення становить 59 осіб. Належить до муніципального утворення Сясьстройське міське поселення.

## Історія
Згідно із законом № 56-оз від 6 вересня 2004 року належить до муніципального утворення Сясьстройське міське поселення.

## Населення
| 1838 | 1862 | 1990 | 1997 | 2007 | 2010 | 2017 |
| ---- | ---- | ---- | ---- | ---- | ---- | ---- |
| 26   | ↗39  | ↗72  | ↘68  | ↘54  | ↗92  | ↘59  |